# Sporting Club de Montecarlo
El Sporting Club de Montecarlo (en francés: Sporting Monte-Carlo), también conocido como Sporting de Verano (Sporting d'Été), es un complejo de edificios situado en Larvotto (Mónaco). Forma parte del complejo la Sala de las Estrellas, una sala de conciertos, y es el principal recinto de Mónaco para campañas de recaudación de fondos.

## Historia
El Sporting Club de Montecarlo fue construido por el Grupo Pastor entre 1973 y 1974, y renovado en 1999. Su propietario es la Sociedad de Baños de Mar de Mónaco (SBM).
Numerosas campañas de recaudación de fondos, anteriormente celebradas en el Sporting de Invierno, tienen lugar en la Sala de las Estrellas dentro del Sporting de Verano. Por ejemplo, acoge el festival anual de verano, el Baile de la Cruz Roja de Montecarlo y el Baile de la Rosa.